# Râul Sohodol, Arieș
Râul Sohodol este un curs de apă afluent al Arieșului. 